# Anika Dörr
Anika Dörr (* 15. Juni 1994 in Darmstadt) ist eine deutsche Badmintonspielerin.

## Karriere
Anika Dörr startete ihre Karriere bei der TSG 1877 Messel bei Darmstadt. Nachdem sie 6 Jahre beim SV Fun-Ball Dortelweil in Bad Vilbel in der 2. Bundesliga Süd sowie auch in der 1. Bundesliga spielte, steht sie nun beim TV Refrath (nähe Köln) unter Vertrag. Dort spielt sie vornehmlich in der 2. Bundesliga Nord, aber auch in der 1. Bundesliga.
2011 gewann Anika Dörr bei den Jugendeuropameisterschaften mit dem Team die Goldmedaille. Bei der Jugend-EM 2013 reichte es für die Bronzemedaille mit dem Team und den 5. Platz im Damendoppel. 2011 (Taiwan) und 2012(Japan) nahm sie an den Jugendweltmeisterschaften teil.
Sie gewann 2013 bei den Europäischen Hochschulmeisterschaften im Badminton sowohl im Damendoppel als auch im Dameneinzel Gold. 2014 gewann sie mit dem Team der Universität Duisburg-Essen den Titel bei den EUSA Games und erreichte dort den 2. Platz im Damendoppel.
Bei den Deutschen Badmintonmeisterschaften erkämpfte sie sich 2014 Bronze im Doppel mit Luise Heim und erwarb sich damit das Startrecht für die Damen Team EM in Basel, wo am Ende die Bronzemedaille errungen werden konnte.
Im Mai 2014 vertrat Anika Dörr die deutsche Badmintonnationalmannschaft der Damen beim Uber Cup in Indien.
Anfang des Jahres 2017 gab sie ihren Rücktritt aus der Nationalmannschaft des Deutschen Badminton-Verbandes bekannt. Wenige Wochen später erreichte sie im Doppel erneut das Halbfinale bei den Deutschen Meisterschaften O19, zusammen mit Jennifer Karnott.